# غيورغيا ماركيتي
غيورغيا ماركيتي (بالإيطالية: Giorgia Marchetti)‏ هي لاعب كرة مضرب إيطالية، ولدت في 21 يناير 1995 في إيطاليا.

## وصلات خارجية
- غيورغيا ماركيتي على موقع رابطة محترفات التنس (الإنجليزية)
- غيورغيا ماركيتي على موقع الاتحاد الدولي لكرة المضرب (الإنجليزية)
- غيورغيا ماركيتي على موقع خلاصة التنس.كوم (الإنجليزية)
- غيورغيا ماركيتي على موقع إي إس بي إن.كوم (الإنجليزية)